# Polska Scena Punk (album)
Polska Scena Punk – album muzyczny zawierający utwory różnych, polskich wykonawców muzycznych zaliczanych do sceny punk rockowej wydany w 1997 r. Ukazał się nakładem wytwórni muzycznej GRS Tapes, a nośnikiem danych dla ścieżki dźwiękowej była jedna kaseta magnetofonowa. Była to pierwsza publikacja w ramach serii albumów wydawanych pod szyldem Polska Scena Punk.

## Historia

### Wydanie pierwsze
Pomysł, idea, ale przede wszystkim również możliwość wydania albumów serii Polska Scena Punk wynikły z faktu, że Piotr Giglewicz, lider zespołu Uliczny Opryszek, wcześniej także wspólnie ze swoim bratem, Mariusze Giglewiczem (w różnych okresach czasu m.in. Nauka o Gównie, Uliczny Opryszek), zgromadził bardzo dużą kolekcję historycznych nagrań, często nigdzie niedostępnych. W kolekcji tej są dema, bootlegi i dawne albumy, często już w czasie ich publikacji trudno dostępne. Dzięki temu w prowadzonej przez Mariusza Gilewicza wytwórni muzycznej „GRS Tapes” rozpoczęto wydanie albumów z tej serii wydawniczej. Pierwszy album pod tytułem „Polska Scena Punk” ukazał się w 1997 r. Na jego okładce wydawca zapowiedział, że jest to pierwsza kompilacja z planowanych wydawnictw cyklicznych. Wypełniając tę deklarację i kontynuując rozpoczętą serię wydawniczą, wydawca opublikował jeszcze w tym samym roku drugą składankę w serii, już z określeniem w tytule numeru w ramach cyklu wydawniczego, pod tytułem „Polska Scena Punk Vol.2”.

### Reedycja
W późniejszym czasie wydano także reedycję tego albumu, która została zapisana już na płycie kompaktowej wydanej już przez NOG Records. W tym wydaniu albumu zamieszczono wszystkie utwory z wydania pierwszego. Nie mniej jednak na płycie kompaktowej utwory zapisano w innej kolejności niż na kasecie magnetofonowej, grupując po dwa utwory tych wykonawców, którzy mieli po dwie piosenki w albumie. Jednak według innego opracowania, kolejność utworów na płycie nie zmieniła się względem kasety.

### Polska Scena Punk – Być zawsze sobą
Mariusz Gilewicz na bazie swoich doświadczeń z wytwórnią „GRS Tapes”, w ramach której wydawał albumy muzyczne zamieszczane na kasetach magnetofonowych, założył z kolei wytwórnię NOG Records, w której wydawnictwa ukazywały się przed wszystkim już na płytach kompaktowych, ale również na płytach gramofonowych. Kontynuowano tu wydawania albumów pod hasłem „Polska Scena Punk”, w tym ukazał się album pod tytułem „Polska Scena Punk”. Miał on jednak dodany podtytuł „Być Zawsze Sobą” i całkowicie nowy zestaw utworów innych w przeważającej części niż w niniejszym albumie wykonawców. Wydano go na jednej płycie kompaktowej w 2019 r. oraz na dwóch płytach gramofonowych w 2020 r. Pełny tytuł tego albumu brzmi – „Polska Scena Punk – Być zawsze sobą”.

## Album
Album muzyczny „Polska Scena Punk” został wydany w 1997 r., w Polsce, przez wytwórnię muzyczną GRS Tapes. Jako nośnik danych dla ścieżki dźwiękowej zastosowano jedną kasetę magnetofonową. W ramach wymienionej wytwórni muzycznej album otrzymał identyfikator: 006. Jest albumem kompilacyjnymą. Zawiera 16 utworów muzycznych, przy czym na obu stronach taśmy magnetycznej (strony A i B) jest nagranych po 8 piosenek.
W niektórych opracowaniach album, a także jego reedycja, opisywany jest tytułem „Polska Scena Punk Vol.1”, mimo że nie ma takiego oznaczenia w oryginale wydania ani w reedycji. Ten zabieg edytorski ma na celu jednoznaczną identyfikację albumu w zestawieniu z pozostałymi publikacjami serii przy konsekwentnym zachowaniu konwencji nazewniczej zgodnej z kolejnymi wydawnictwami cyklicznymi.

## Muzyka i wykonawcy
Muzyka zaprezentowana w ramach albumu należy do kilku nurtów muzycznych przynależnych do gatunku muzycznego jakim jest rock, przy czym wykonawcy, których utwory zamieszczono w albumie postrzegani są jako przynależni do muzycznej sceny alternatywnej, niezależnej. Pośród wspominanych nurtów muzycznych, do których zaliczane są prezentowane utwory, dominuje punk rock. W albumie zamieszczono utwory 8 różnych wykonawców. Są to następujące zespoły: Azotox, Kalesony Boga Wojny, KSU, Nauka o Gównie, Robotnik, Serce, Stan Oskarżenia, Uliczny Opryszek. W albumie zamieszczone są po dwa utwory każdego z wykonawców.

## Utwory
| Lp. | Wykonawca           | Tytuł                        | kaseta strona, numer | Lp. CD (reedycja) |
| --- | ------------------- | ---------------------------- | -------------------- | ----------------- |
| 1   | Robotnik            | Punk jest w nas              | A1                   | 9                 |
| 2   | Kalesony Boga Wojny | Jaka będzie nasza przyszłość | A2                   | 4                 |
| 3   | Serce               | Bracia zło                   | A3                   | 11                |
| 4   | Nauka o Gównie      | Belfast                      | A4                   | 7                 |
| 5   | Azotox              | Punkowiec                    | A5                   | 2                 |
| 6   | KSU                 | Ostatnia pieśń o wolności    | A6                   | 6                 |
| 7   | Stan Oskarżenia     | Jestem tutaj                 | A7                   | 13                |
| 8   | Uliczny Opryszek    | Butapren                     | A8                   | 15                |
| 9   | Nauka o Gównie      | Wybory                       | B1                   | 8                 |
| 10  | Serce               | Strzelają do nas             | B2                   | 12                |
| 11  | Stan Oskarżenia     | Nie upadnę na kolana         | B3                   | 14                |
| 12  | Kalesony Boga Wojny | Dla kogo?                    | B4                   | 3                 |
| 13  | Uliczny Opryszek    | Młodzież Punkowa             | B5                   | 16                |
| 14  | KSU                 | Bieszczady                   | B6                   | 5                 |
| 15  | Azotox              | Matka                        | B7                   | 1                 |
| 16  | Robotnik            | Skinoza                      | B8                   | 10                |

## Odbiór i oceny
Album w serwisie internetowym Discogs otrzymał ocenę, według stanu na styczeń 2025 r. – (Avg Rating):  (4/5 przy 3 oceniających), przy czym pośród osób przynależących do tej społeczności internetowej w tym czasie 17 osób deklarowało posiadanie albumu, a 6 osoby, iż chciałoby go posiadać.